# 山口県社会人サッカーリーグ
山口県社会人サッカーリーグ（やまぐちけんしゃかいじんサッカーリーグ）とは、全国の各都道府県にあるサッカーの都道府県リーグのひとつ。山口県のクラブチームが参加するリーグである。

## 概要・レギュレーション
1965年、実業団およびクラブチームを中心に3部制で発足。
山口県リーグは3部で構成される（2025年度）。
- 1部：7チーム（45分ハーフ）
  - 2回戦総当たり
- 2部：6チーム×2ゾーン（40分ハーフ）
  - 前期：チーム所在地により東西に分け、A・B各ゾーンで1回戦総当たりを行う。
  - 後期：各ゾーンの1位から3位を「上位グループ」、4位から6位を「下位グループ」とし1回戦総当たりを行う。ただし、前期で同ゾーンだったチームとは対戦せず、前期の当該チームの対戦成績（勝点・得失点）を加算し最終順位を決定する。
- 3部：5チーム（40分ハーフ）
  - 2回戦総当たり

大会は集中開催方式を採用し、各リーグ・ゾーンが同じ日に同じ会場で試合を行う。試合運営は参加チームによる持ち回り。
1部の優勝チームは次年度の山口県サッカー選手権大会の社会人代表となる。また、1部の上位チームは次年度の全国社会人サッカー選手権大会中国地域予選会の出場権を得る（棄権した場合には最大4位まで繰り下げ）。

### 昇格・降格に関して
- 1部の上位チームは、中国地域県リーグ決勝大会の出場権を得る（棄権した場合には最大4位まで繰り下げ）。同大会で優勝すると中国サッカーリーグに昇格。2位は中国リーグ9位と入替戦を行う。
- 各リーグの下位2チームと上位2チームが自動入替となる（ただし中国リーグとの昇降格があった場合は変動がある）。

## 参加チーム（2025年）

### 1部
- Ac.Boa sorte山口宇部
- 日立笠戸サッカー部
- 常盤クラブ
- ACバリエンテ山口
- 小野田SC
- FC BLUE ROSE下関
- ACマスターズDiablo

### 2部
Aゾーン
- インディゴF.C山口
- 赤足
- FC ROIN
- 山口市役所サッカー部
- 山口県庁サッカー部
- TOSOH

Bゾーン
- 山口合同ガスサッカー部
- Leo.SC
- Blue Beard
- 宇部市役所サッカー部
- 山口TFC
- REY

### 3部
- 協和発酵バイオサッカー部
- 岩国SC
- 宇部キッカーズ
- ガンバルッチェF.C
- 下関市役所サッカー部

## 歴代優勝チーム

### 1部
※太字は中国サッカーリーグ昇格クラブ
- 1965年　協和発酵宇部工場
- 2001年　日立笠戸
- 2002年　日立笠戸
- 2003年　日立笠戸
- 2004年　山口県サッカー教員団
- 2005年　YAHHH-MAN SC宇部
- 2006年　YAHHH-MAN SC宇部
- 2007年　FC宇部ヤーマン（YAHHH-MAN SC宇部から改称）
- 2008年　山口合同ガス
- 2009年　トクヤマ
- 2010年　山口合同ガス
- 2011年　FCバレイン下関（2位：日立笠戸）
- 2012年　FC宇部ヤーマン
- 2013年　FC宇部ヤーマン（2位：日立笠戸）
- 2014年　山口合同ガス
- 2015年　山口合同ガス
- 2016年　FCバレイン下関
- 2017年　FCバレイン下関
- 2018年　FCバレイン下関
- 2019年　山口合同ガス
- 2020年　常盤クラブ
- 2021年　日立笠戸
- 2022年　山口合同ガス
- 2023年　インディゴF.C山口
- 2024年　Ac.Boa sorte山口宇部